# Kanna Kii
Kanna Kii (紀伊カンナ, Kii Kanna) és una mangaka japonesa de temàtica BL, coneguda per les seves obres de la sèrie Étranger.
Va debutar com a mangaka el 2013 a l'editorial Shodensha amb Umibe no Étranger («L'estranger de la platja»), que va començar a publicar-se a la revista On Blue, i el qual ha estat continuat amb Harukaze no Étranger («L'estranger del vent primaveral») des de 2014 a la mateixa revista. Val a dir que Umibe no Étranger va quedar en cinquena posició en una llista de recomanacions d'obres de gènere BL en una enquesta a 400 llibreries d'arreu del Japó. A més, el manga ha estat llicenciat fora del Japó i traduït a l'anglès i al castellà. D'altra banda, aquesta també ha estat adaptada a una pel·lícula d'animació, que va ser estrenada el 2020, de la qual va supervisar la creació i el disseny dels personatges. El mateix any també es va publicar un àlbum d'il·lustracions sobre la sèrie anomenat queue-Kanna Kii artbook-, recollint les portades dels volums i les revistes, a més d'altres obres.
A banda d'Étranger Series, Kii ha publicat altres obres. El 2016 va publicar un volum únic anomenat Yuki no Shita no Qualia («Qualia de sota la neu») amb l'editorial Taiyo Tosho. L'any 2018 va participar en una antologia Manga Niku, històries que giren al voltant de la carn, publicada per Tokuma Shoten. També amb la mateixa editorial, el 2019 va ser la il·lustradora del manga Natsu no Tantei wa Gakusei shika Shinai («Els detectius d'estiu sols són estudiants»), mentre que el guió va anar a càrrec de Takeshi Yamamoto.
Pel que fa a l'estil de les seves il·lustracions, ha estat elogiada per Kozue Aou de Kono Manga ga Sugoi! per l'ús de contrastos de colors, vinyetes llargues i primers plans dels personatges, i l'enfocament de càmera, que dona al lector una bona visió sobre els sentiments dels personatges.